# Allan Rourke
Allan Rourke (* 6. März 1980 in Mississauga, Ontario) ist ein kanadischer Eishockeyspieler, der zwischen 2009 und 2010 bei den Krefeld Pinguinen aus der Deutschen Eishockey Liga unter Vertrag stand. Während seiner Karriere war er unter anderem für die Carolina Hurricanes, New York Islanders und Edmonton Oilers aus der National Hockey League aktiv.

## Karriere
Rourke begann seine Karriere 1996 in der kanadischen Juniorenliga Ontario Hockey League bei den Kitchener Rangers, mit denen er bereits in seiner ersten Saison die Central Division und damit die Emms Trophy gewinnen konnte. Nachdem der Verteidiger in der folgenden Spielzeit überzeugen und in den 54 Spielen, die er absolvierte, 24 Scorerpunkte erzielen konnte, wurden einige Talent-Scouts aus der NHL auf den damals 18-Jährigen aufmerksam. Während des NHL Entry Draft 1998 waren es schließlich die Verantwortlichen der Toronto Maple Leafs, die den Kanadier in der sechsten Runde an insgesamt 154. Position auswählten. In den folgenden zwei Jahren konnte Rourke seine Punkteausbeute erneut steigern. Seine letzte Saison bei den Rangers war zugleich seine beste, so kam der Linksschütze in 72 Spielen zum Einsatz und erzielte dabei 80 Punkte, womit er zu den Topscorern im Team gehörte.
Zur Spielzeit 2000/01 wechselte der Abwehrspieler in die National Hockey League zu den Toronto Maple Leafs, die ihn jedoch zunächst an ihr damaliges Farmteam, die St. John’s Maple Leafs, abgaben. In den drei Jahren, die er in Toronto unter Vertrag stand, bekam Rourke jedoch nie die Chance, sich in der NHL zu beweisen und spielte ausschließlich in der American Hockey League für die St. John’s Maple Leafs. Im Mai 2003 wurde der Kanadier als im Tausch für Harold Druken zu den Carolina Hurricanes transferiert, bei denen er schließlich seine ersten 25 NHL-Partien absolvierte. Die meiste Zeit verbrachte Rourke allerdings in der AHL bei den Lowell Lock Monsters. Bei den Monsters kam der Verteidiger auf 116 Einsätze, in denen er 33 Scorerpunkte erzielte. Nachdem Vertrag des Linksschützen zum Ende der Saison 2004/05 ausgelaufen und nicht verlängert worden war, wechselte Rourke zum Ligakonkurrenten New York Islanders.
Wie bereits bei den Hurricanes, kam der Kanadier überwiegend im Farmteam der Islanders in der American Hockey League, den Bridgeport Sound Tigers, zum Einsatz und trug er lediglich 17-mal das Trikot des Franchises aus New York. Nach einem weiteren einjährigen Intermezzo bei den Edmonton Oilers während der Saison 2007/08 unterschrieb der Abwehrspieler zur Spielzeit 2008/09 einen Einjahresvertrag beim ERC Ingolstadt aus der Deutschen Eishockey Liga. Ende Januar 2009 verließ er die Ingolstädter bereits wieder, um sich dem österreichischen Erstligisten EHC Linz anzuschließen. Im vierten Play-off-Viertelfinalspiel gegen den Villacher SV zog sich Rourke einen Bänderriss im Knie zu. In der Saison 2009/10 spielte Rourke für die Krefeld Pinguine in der DEL, bei denen er einen Einjahresvertrag erhalten hatte.

## NHL-Statistik
(Stand: Ende der Saison 2008/09)